# Mayerling (1936)
Mayerling ist ein 1935 in Österreich und Frankreich gedrehter Historien- und Kostümfilm rund um das tragische Liebespaar Rudolf von Habsburg und Mary Vetsera mit Charles Boyer und Danielle Darrieux in den Hauptrollen. Regie führte Anatole Litvak.

## Handlung
Erzählt wird die bekannte, tragische Liebesgeschichte zwischen Kronprinz Rudolf von Österreich-Ungarn und der 17-jährigen Mary Vetsera im kaiserlichen Wien von 1888/1889: Der künftige Regent der Doppelmonarchie befindet sich im Dauerkonflikt mit seinem starrsinnigen und jedwedem Fortschritt abgeneigten Vater Kaiser Franz Joseph. Rudolf ist für umfassende, politische Reformen, der Vater verlässt sich einzig auf die Sprache der Bajonette und Gewehre. Seine Geheimpolizei ist allgegenwärtig. Auch privat steht es schlecht um Rudolf, seine arrangierte Ehe mit Stephanie verläuft mehr als unglücklich.
Alles scheint sich zum besseren zu wenden, als Rudolf die noch minderjährige Mary Vetsera kennenlernt. Die Bürgerliche verkörpert all das, was dem Kronprinzen wichtig ist: Unbekümmertheit und Unschuld, Einfachheit und scheinbar grenzenlose Freiheit. Bald verlieben sich die jungen Leute ineinander, doch des Kaisers Spitzel sind omnipräsent und berichten ihren Auftraggebern von der sich anbahnenden Liaison, die sich rasch zu einer Mesalliance und Staatsaffäre auszuweiten droht. Bei einer Ballettaufführung entdeckt Rudolf Mary in einer Loge und beobachtet sie fasziniert, obwohl sein Vater gleich nebenan sitzt. Rudolfs Cousine Gräfin Larisch arrangiert daraufhin ein heimliches Treffen der beiden.
Während beider zarte Liebe zu reifen und sich zu vertiefen beginnt, haben sich Rudolfs mächtige Gegner am Hofe des Kaisers längst zu einer gefährlichen Phalanx formiert. Einzig Rudolfs Mutter Elisabeth, selbst in einer unglücklichen Ehe gefangen und vom starren Hofzeremoniell erdrückt, hat Verständnis für das Paar. Es kommt zum Eklat, als Rudolf auf dem Hofball Mary vor den Augen seiner Gattin zum Tanz auffordert. Als der Druck auf das unglückliche Paar zu groß wird, fasst Rudolf im Januar 1889 einen ebenso einsamen wie tragischen Entschluss: Er lässt Mary von Leibfiaker Bratfisch zu seinem Jagdschloss Mayerling kutschieren und erschießt schließlich erst sie, dann sich selbst.

## Produktionsnotizen
Der im Spätsommer und Frühherbst 1935 in Frankreich (Atelier) und (ab Mitte Oktober 1935) an Außendrehorten in Wien und Mayerling gedrehte Film wurde am 31. Jänner 1936 in Paris uraufgeführt. Von den Exilanten Seymour Nebenzahl und Joseph Auerbach finanziert bzw. produziert, wurde Mayerling rasch ein großer internationaler Erfolg; seit seiner dortigen Aufführung 1937 auch in den USA. Für die zur Drehzeit gerade erst 18 Jahre junge Danielle Darrieux bedeutete der Film den Durchbruch und führte 1937 auch zu einem Angebot aus Hollywood (Die flotte Pariserin).
Auch Regisseur Litvak profitierte von diesem Publikumserfolg. Bereits im März 1936 reiste er erstmals zu Filmgesprächen in die USA, ließ sich dort aber erst im Oktober desselben Jahres endgültig nieder. In einer winzigen Rolle, einer seiner ersten beim Film, ist der spätere Theaterstar Jean-Louis Barrault zu sehen.
Die Dialoge schrieb Joseph Kessel. Die Filmbauten entwarf Serge Piménoff und wurden von Andrej Andrejew und Robert Hubert ausgeführt. Die Kostüme stammen aus der Hand von Georges Annenkov. Die musikalische Leitung hatte Maurice Jaubert.
Als militärischer Berater wurde aus Österreich Major Karl Zitterhofer (1874–1939), der bei den Dreharbeiten zugegen war, verpflichtet. Zitterhofer besaß bereits filmische Erfahrungen; so war er im Winter 1932/1933 als militärischer Berater bei Gerhard Lamprechts Weltkriegsdrama Spione am Werk eingesetzt worden.
In Deutschland wurde Mayerling erst ein halbes Jahrhundert nach seiner Entstehung aufgeführt: als Original mit deutschen Untertiteln am 15. Mai 1985 auf West 3.
1967/68 entstand ein großangelegtes, britisch-französisches Remake unter demselben Titel.

## Kritiken
Die Österreichische Film-Zeitung befasste sich bereits während der Dreharbeiten mit dem Film. Dort ist in der Ausgabe vom 4. Oktober 1935 auf Seite 3 zu lesen: „Die problematische Natur des unglücklichen Kronprinzen wird mit besonderer Sorgfalt dargestellt, ihm gegenüber der klar denkende, zielbewußte kaiserliche Vater. Die Kronprinzessin Stephanie ist als die bis zum letzten Augenblicke liebende und leidende Frau geschildert, die Gräfin Larisch als die Frau ohne Gewissen, alle natürlich mit einer gewissen dichterischen Freiheit, die erforderlich ist, um dramatische Wirkungen zu erzielen.“
Frank S. Nugent urteilte am 14. September 1937 in der New York Times: „Mayerling, the French film version of the same puzzling affair, which moved into the reopened Filmarte Theatre last night, simplifies the tragedy by stating it in purely romantic terms. There is a suggestion of intrigue, of political manoeuvring, of Rudolph’s restless ambition to be something more than a court wastrel. But from the moment he meets the lovely Vetsera […] completely and beautifully a love story. They are the only people in their world; the rest are shadows.“
Der Movie & Video Guide schrieb: „Touching, well-made romantic tragedy based on true story of Austrian Crown Prince Rudolph, who dared to fall in love wich a commoner. Good Performances spark international hit; miles ahead of 1969 remake.“
Die Filmfachzeitschrift Variety urteilte wie folgt: „As good a picture Hollywood could produce, plus some local touches that are inaccessable to Hollywood“ und wählte im Übrigen in ihrer Ausgabe vom 25. September 1937 Mayerling zum besten französischen Film aller Zeiten.
Christopher Horak befand: „Mayerling (1936) erzählt eine tragische Liebesgeschichte, mit viel Romantik in einer nostalgischen fin-de-siècle-Atmosphäre. […] Die Geschichte hätte als politische Allegorie inszeniert werden können, doch der Film konzentriert sich auf die tragisch endende Liebe, die historische Wahrheit fungiert nur als Kulisse für ein Melodram.“
Das Lexikon des internationalen Films schrieb: „Eine bittersüße Liebes- und Lebensgeschichte vor dem Hintergrund politischer Intrigen; das Ende ist zwar historisch umstritten, bildet aber den dramaturgisch effektvollen Schlußpunkt für eine ausweglose Liebe in einer moralisch engstirnigen Welt.“